# نبرد مونته کاسینو
نبرد مونته کاسینو (به انگلیسی: Battle of Monte Cassino)(به ایتالیایی: Battaglia di Montecassino) که نبرد رم یا نبرد برای کاسینو هم خوانده می‌شود مجموعه چهار حملهٔ پر هزینه توسط متفقین علیه خط زمستان در ایتالیای در دست آلمانی‌ها و ایتالیایی‌ها در جریان نبرد ایتالیا، حینِ جنگ جهانی دوم بود. هدف دستیابی به رم بود.

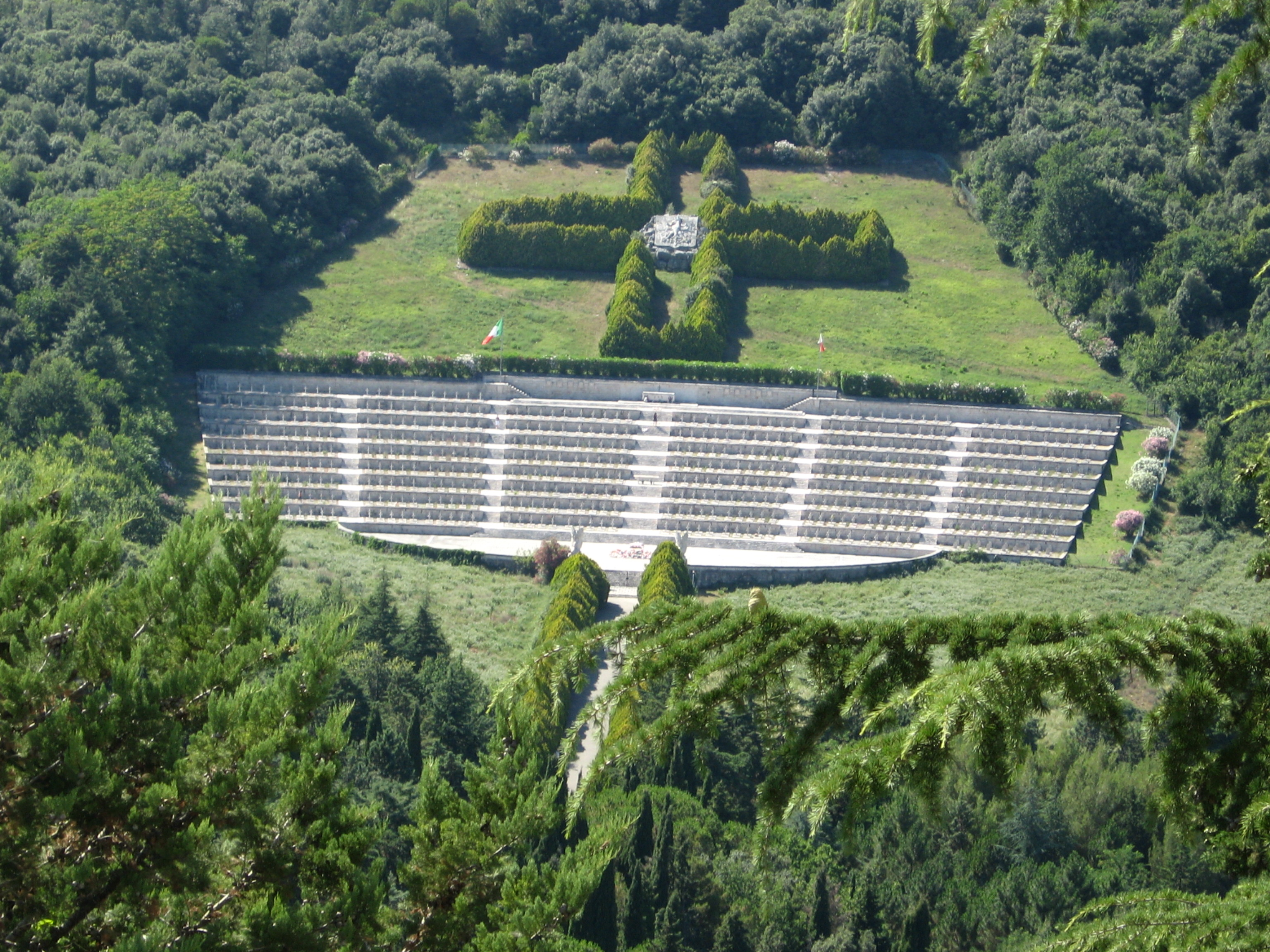
گورستان سربازان لهستانی ارتش آندرس در مونته کاسینو